# Хабенихт, Рихард
Генрих Георг Клеменс Рихард Хабенихт (нем. Heinrich Georg Clemens Richard Habenicht; 27 февраля 1874, Брауншвейг — 21 ноября 1944, Йена) — германский капитан военно-морского флота.

## Биография
Родился в семье сигаретного фабриканта. В 1892 году поступил в военно-морское училище, которое окончил в 1895 году в звании унтер-лейтенанта. Лейтенант (1898), корветтен-капитан (1909).
В 1911 году в составе группировки военно-морского флота Германии участвовал в подавлении восстания аборигенов на о. Понапе (Каролинские острова).
Незадолго до начала первой мировой войны назначен капитаном лёгкого крейсера «Магдебург». В первые недели войны крейсер занимался постановкой мин у русского побережья Балтийского моря. 26 августа 1914 года «Магдебург» сел на камни у острова Оденсхольм и был захвачен русскими войсками. Капитан Хабенихт и ещё 56 членов экипажа корабля были взяты в плен. При этом не были должным образом уничтожены шифровальные таблицы, по приказу капитана часть материалов просто выбросили за борт, где их обнаружили русские водолазы, остальные же остались на корабле. Русские передали добытые материалы англичанам, что позволило союзникам по Антанте раскрыть шифры германского флота.
В 1914—1918 годах Хабенихт вместе с другими моряками с «Магдебурга» находился в российском плену, в 1914—1915 годах — в Петрограде, в 1915—1917 годах — в Амурской губернии, в 1917—1918 годах — в Иркутске. В 1915 году неудачно пытался бежать в Китай. После ряда неудачных попыток побега пленных, условия в лагере были ужесточены, в ответ германские власти развернули пропагандистскую кампанию и ужесточили условия для пленных русских моряков. В марте 1918 года Хабенихт был освобождён (по другим данным, смог бежать) и вернулся в Германию. Период нахождения в плену был ему зачтён как срок участия в войне.
В апреле 1918 года произведён в фрегаттен-капитаны, а спустя 4 дня — в капитаны первого ранга. В 1918—1919 годах служил на руководящих должностях на Императорской верфи в Данциге (директор торпедного отдела, затем — директор центрального отдела). В 1919 году при сокращении германских вооружённых сил уволен в запас.
В межвоенный период жил в Бад-Лаутерберге и Йене. В 1920-е годы раздавались обвинения в адрес Хабенихта в халатности, из-за которой враг смог получить секретную информацию, однако капитану удалось выиграть в суде дело о клевете.
В 1940 году вновь призван на службу в качестве начальника морской части инспекции по вооружениям в Праге, однако практически не исполнял обязанности по состоянию здоровья. В 1943 году снова уволен со службы.
Скончался 21 ноября 1944 года в Йене.

## Личная жизнь
Супруга с 1906 года — Магда, урождённая Калльсен. Трое детей — Ганс (1907), Герда (1909) и Карин (1924).

## Награды
- Железный крест 2 класса (10.5.1918)
- Орден Красного орла 4 ст. (22.1.1911)
  - Корона к ордену Красного орла (13.5.1911)
- Крест за заслуги (6.5.1912)
- медаль «За спасение погибавших» на ленте (6.11.1895)
- памятная колониальная медаль (10.10.1913)
- Орден Св. Анны 3 ст. (Россия, 1909)